# Le Voyage du capitaine Fracasse
Pour les articles homonymes, voir Fracasse.
Pour plus de détails, voir Fiche technique et Distribution.
Le Voyage du capitaine Fracasse (titre original  : Il viaggio di Capitan Fracassa) est un film franco-italien d'Ettore Scola sorti en 1990. Le scénario est inspiré du roman Le Capitaine Fracasse (1863) de Théophile Gautier.

## Synopsis
L'histoire nous fait entrer sur une scène de théâtre. Derrière le rideau se cache une forêt embrumée. Une troupe de comédiens s'y est arrêtée, l'un des leurs est blessé. Le valet du mourant raconte à un voyageur de passage les évènements qui, depuis un an, les ont menés à ce jour.
Le baron de Sigognac, aristocrate désargenté, consommait une jeunesse triste dans son château en ruine. Il héberge un soir la troupe de théâtre Melpomène et Thalie surprise par la pluie sur leur route vers Paris. En échange de cette hospitalité les comédiens l'accueillent à leur tour dans leur voyage vers la capitale afin qu'il y puisse restaurer son titre et sa fortune auprès du roi Louis XIII. 
Commence alors un voyage initiatique teinté de romanesque et de mélancolie. 

## Fiche technique
- Titre original : Il viaggio di Capitan Fracassa
- Titre français : Le Voyage du capitaine Fracasse
- Réalisation : Ettore Scola
- Scénario  : Ettore Scola et Furio Scarpelli, d'après Le Capitaine Fracasse de Théophile Gautier (adaptation Vincenzo Cerami, Fulvio Ottaviano et Silvia Scola)
- Décors : Luciano Ricceri, Paolo Biagetti
- Costumes : Odette Nicoletti
- Photographie : Luciano Tovoli
- Montage : Raimondo Crociani, Franscesco Malvestito
- Musique : Armando Trovaioli
- Pays de production :  Italie,  France
- Langue de tournage : italien
- Format : Couleur - son mono - 35 mm
- Genre : aventures historiques
- Durée : 132 minutes
- Dates de sortie :
  -  Italie : 1990
  -  France : 8 mai 1991

## Distribution
- Vincent Perez : le Baron de Sigognac
- Emmanuelle Béart : Isabella
- Massimo Troisi : Pulcinella
- Ornella Muti : Serafina
- Lauretta Masiero : Madame Leonarde
- Toni Ucci : le tiran
- Massimo Wertmüller : Léandre
- Jean-François Perrier : Matamore
- Tosca D'Aquino : Zerbina
- Giuseppe Cederna
- Mariangela Giordano
- Claudio Amendola : Agostino
- Marco Messeri : Bruyères
- Ciccio Ingrassia : le serviteur de Sigognac
- Remo Girone (en) : Vallombrosa

## Autour du film
L'histoire s'appuie sur le roman de Théophile Gautier, mais son traitement s'en éloigne assez souvent et va jusqu'à adopter une fin opposée à celle de Gautier. Le Duc de Vallombreuse y est tout autre, tout comme Sigognac. Le film raconte en fait le cheminement d'une bande de comédiens médiocres, entassés dans une extraordinaire roulotte tirée par deux vaches, qui jouent et répètent des passages du roman. Il leur faudra plus d'un an pour atteindre Paris afin de réaliser leur rêve : jouer devant Louis XIII.